# Bargarh
Bargarh est une ville indienne située dans le district de Bargarh dans l’État de l'Odisha. En 2011, sa population était de 80 625 habitants.

## Source de la traduction
- (en) Cet article est partiellement ou en totalité issu de l’article de Wikipédia en anglais intitulé « Bargarh » (voir la liste des auteurs).